# The Back Home Tour
The Back Home Tour i 2008 var det irske boyband Westlifes ottende turne. De startede i Storbritannien og tog bagefter til New Zealand og vendte til slut tilbage til Storbritannien. De rundede touren af med deres "10 years of Westlife" på Croke Park i Dublin. Croke Park er det fjerdestørste stadion i Europa, og der kan sidde 82.300. Westlifes koncerter var udsolgt overalt. Da gruppen skulle optræde i Wembley Arena den 28. marts, fik de en Square of fame. Tidligere er denne hæder overgået Madonna, Cliff Richard, Kylie Minogue og mange flere. De fik stenen, fordi de har givet 30 shows på Wembley Arena. I starten var det meningen, at de skulle have spillet i Danmark, Tyskland, Holland og Norge, men på grund af produktionsvanskeligheder blev de nødt til at aflyse denne del af turneen. 
Koncert DVD'en blev optaget den 1. juni 2008 ved deres koncert på Croke Park stadion. DVD'en udkommer den 24. November 2008 i UK og den 25. November 2008 i Danmark

## Setliste
| Nr. | Navn                        | Fra album        | Specielt                          |
| --- | --------------------------- | ---------------- | --------------------------------- |
| 1   | Hit you with the real thing | Face to face     |                                   |
| 2   | World of our own            | World of our own |                                   |
| 3   | Something right             | Back Home        |                                   |
| 4   | What makes a man            | Coast to coast   |                                   |
| 5   | Uptown girl                 | Coast to coast   |                                   |
| 6   | The easy way                | Back Home        | Mixet med ABC (Jackson 5)         |
| 7   | If I let you go             | Westlife         |                                   |
| 8   | Mandy                       | Turnaround       |                                   |
| 9   | My love                     | Coast to coast   | Kun med den 25. Februar i Belfast |

Medley
| Nr. | Navn                 | Fra album | Specielt             |
| --- | -------------------- | --------- | -------------------- |
| 10  | Sexy back            |           | Af Justin Timberlake |
| 11  | Blame it on a boogie |           | Af Jackson 5         |
| 12  | Get down on it       |           | Af Kool & The Gang   |
| 13  | I'm your man         |           | Af Wham!             |
| 14  | Let me entertain you |           | Robbie Williams      |

| Nr. | Navn              | Fra album | Specielt |
| --- | ----------------- | --------- | -------- |
| 15  | I'm Already there | Back home |          |

Akustisk
| Nr. | Navn              | Fra album         | Specielt |
| --- | ----------------- | ----------------- | -------- |
| 16  | Unbreakable       | The Greatest hits | Akustisk |
| 17  | Queen of my heart | World of our own  | Akustisk |
| 18  | Fool Again        | Westlife          | Akustisk |
| 19  | Catch my Breath   | Back home         | Akustisk |

| Nr. | Navn | Fra album | Specielt |
| --- | ---- | --------- | -------- |
| 20  | Home | Back Home |          |

| Nr. | Navn                 | Fra album  | Specielt                  |
| --- | -------------------- | ---------- | ------------------------- |
| 21  | Us against the world | Back Home  |                           |
| 22  | Hey Whatever         | Turnaround | Ikke med i alle koncerter |
| 23  | Flying without wings | Westlife   |                           |

Ekstra numre
| Nr. | Navn                          | Fra album      | Specielt      |
| --- | ----------------------------- | -------------- | ------------- |
| 24  | When you're looking like that | Coast to coast | Ekstra nummer |
| 25  | You raise me up               | Face to face   | Ekstra nummer |

## Koncertdatoer
| Dato        | By           | Arena                             | Land        | Kapacitet | Specielt                                         |
| ----------- | ------------ | --------------------------------- | ----------- | --------- | ------------------------------------------------ |
| 25. februar | Belfast      | Odyssey                           | Nordirland  | 8.000     | Premiere                                         |
| 26. februar | Belfast      | Odyssey                           | Nordirland  | 8.000     |                                                  |
| 27. februar | Belfast      | Odyssey                           | Nordirland  | 8.000     |                                                  |
| 29. februar | Liverpool    | Echo Arena                        | England     | 10.000    | Første koncert i Echo Arena                      |
| 1. marts    | London       | The O2 Arena                      | England     | 20.000    | Første koncert i The 02                          |
| 2. marts    | London       | The O2 Arena                      | England     | 20.000    |                                                  |
| 4. marts    | Newcastle    | Metro Radio Arena                 | England     | 11.000    |                                                  |
| 5. marts    | Newcastle    | Metro Radio Arena                 | England     | 11.000    |                                                  |
| 8. marts    | Cardiff      | International Arena               | Wales       | 7.500     |                                                  |
| 9. marts    | Cardiff      | International Arena               | Wales       | 7.500     |                                                  |
| 10. marts   | Cardiff      | International Arena               | Wales       | 7.500     |                                                  |
| 12. marts   | Birmingham   | NEC Arena                         | England     | 12.000    |                                                  |
| 13. marts   | Birmingham   | NEC Arena                         | England     | 12.000    |                                                  |
| 15. marts   | Manchester   | Evening News Arena                | England     | 21.000    |                                                  |
| 16. marts   | Manchester   | Evening News Arena                | England     | 21.000    |                                                  |
| 18. marts   | Glasgow      | SECC                              | Skotland    | 10.000    |                                                  |
| 20. marts   | Glasgow      | SECC                              | Skotland    | 10.000    |                                                  |
| 21. marts   | Glasgow      | SECC                              | Skotland    | 10.000    |                                                  |
| 22. marts   | Glasgow      | SECC                              | Skotland    | 10.000    |                                                  |
| 24. marts   | Nottingham   | Ice Arena                         | England     | 7.000     |                                                  |
| 25. marts   | Sheffield    | Arena                             | England     | 12.500    |                                                  |
| 26. marts   | Sheffield    | Arena                             | England     | 12.500    |                                                  |
| 28. marts   | London       | Wembley Arena                     | England     | 12.400    |                                                  |
| 29. marts   | London       | Wembley Arena                     | England     | 12.400    |                                                  |
| 7. maj      | Christchurch | Westpac Arena                     | New Zealand | 9.000     | Første koncert i New Zealand                     |
| 9. maj      | Wellington   | TBS Arena                         | New Zealand | 4.500     | Udsolgt på 3 timer                               |
| 10. maj     | Auckland     | Vector Arena                      | New Zealand | 12.000    |                                                  |
| 12. maj     | Auckland     | Aotea Centre The Edge             | New Zealand | 2.200     |                                                  |
| 13. maj     | New Plymouth | TSB Stadium                       | New Zealand | 4.500     |                                                  |
| 16. maj     | Aberdeen     | AECC                              | Skotland    | 4.700     |                                                  |
| 17. maj     | Glasgow      | SECC                              | Skotland    | 10.000    |                                                  |
| 19. maj     | Nottingham   | Ice Arena                         | England     | 7.000     | Flyttet                                          |
| 20. maj     | Cardiff      | International Arena               | Wales       | 7.500     | Flyttet                                          |
| 22. maj     | Birmingham   | NEC                               | England     | 12.000    | Flyttet                                          |
| 23. maj     | Manchester   | Evening News Arena                | England     | 20.000    | Flyttet                                          |
| 25. maj     | Sheffield    | Arena                             | England     | 12.500    |                                                  |
| 27. maj     | Belfast      | Odyssey                           | Nordirland  | 8.000     | 50. show i Belfast Odyssey                       |
| 28. maj     | Belfast      | Odyssey                           | Nordirland  | 8.000     |                                                  |
| 1. juni     | Dublin       | Croke Park                        | Irland      | 82.000    | 10 års jubilæum, Udsolgt på 1 dag, DVD optagelse |
| 3. juni     | Birmingham   | NEC Arena                         | England     | 12.000    |                                                  |
| 4. juni     | Manchester   | MEN Arena                         | England     | 21.000    |                                                  |
| 21. juni    | Galway       | Pearse Stadium                    | Irland      | 34.000    |                                                  |
| 22. juni    | Killarney    | Fitzgerald Stadium                | Irland      | 43.000    |                                                  |
| 24. juni    | Cardiff      | Arena                             | Wales       | 7.500     |                                                  |
| 25. juni    | Nottingham   | Arena                             | England     | 7.000     |                                                  |
| 28. juni    | Plymouth     | Argyle Football Club              | England     | 34.000    |                                                  |
| 29. juni    | Liverpool    | Echo Arena (Liverpool Summer Pops | England     | 10.000    | Sidste koncert                                   |

I alt 47 shows

## Aflyste shows
Westlife aflyste deres Europaturné på grund af produktionsvanskeligheder
| Dato    | By         | Arena               | Land     | Kapacitet |
| ------- | ---------- | ------------------- | -------- | --------- |
| 25. maj | Herning    | Messecentret        | Danmark  | 4.000     |
| 26. maj | Oslo       | Spektrum            | Norge    | 7.000     |
| 28. maj | Oberhausen | Arena               | Tyskland | 10.300    |
| 29. maj | Amsterdam  | Heineken Music Hall | Holland  | 10.000    |

## Tidligere turnéer
- Where Dreams Come True Tour
- In The Round Tour
- The Greatest Hits Tour
- The Turnaround Tour
- The Number 1's Tour
- Face To Face Tour
- The Love Tour